# SUPER∞STREAM
「SUPER∞STREAM」（スーパースーパーストリーム）は、2011年2月16日にLantisから発売されたシングル。

## 概要
テレビアニメ『IS 〈インフィニット・ストラトス〉』のエンディングテーマを収録したシングル。表題曲の「SUPER∞STREAM」を歌っているのは、アニメ内でヒロインキャラクターを演じている5人の声優（日笠陽子、ゆかな、下田麻美、花澤香菜、井上麻里奈）であるが、それぞれが担当するキャラクター名義で歌っており、近年のアニメソングによくある、アニメの内容に沿ったユニット名は作られていない。なお、作中のエンディングでは、物語が進むにつれて歌い手が追加されていく特殊な手法（詳細は『IS 〈インフィニット・ストラトス〉#主題歌』を参照）が用いられていたため、各キャラクターの歌うパート割が異なったバージョンがいくつか存在するが、本作ではオリジナルとなる1パターンのみ収録されている。
なお、各キャラクターがソロで歌う「SUPER∞STREAM」のCDが、テレビアニメのBlu-ray Disc、またはDVDシリーズの1巻から5巻の初回生産特典として、各巻ごとに1名分ずつ付属し発売されている。
カップリングの「ベストパートナー」は、作中ヒロインの一人、篠ノ之箒のキャラクターソングであり、演じている日笠陽子のソロ曲となっている。また、テレビシリーズ終了後に発売されたOVA『IS〈インフィニット・ストラトス〉アンコール 恋に焦がれる六重奏』では、エンディングテーマとして使用された。3曲目の「SUPER∞STREAM 〜INFINIT FUTURE Revised Mix〜」は、表題曲を矢鴇つかさがリミックスした物である。
ジャケットには、歌唱を担当した5人のキャラクターと、それぞれの使用するISが描かれている。

## 収録曲
（全作詞：こだまさおり）
1. SUPER∞STREAM [3:52]
作曲・編曲：山口朗彦
  - テレビアニメ『IS〈インフィニット・ストラトス〉』エンディングテーマ
  - OVA『IS〈インフィニット・ストラトス〉アンコール 恋に焦がれる六重奏』挿入歌
2. ベストパートナー [4:13]
歌：篠ノ之箒（cv.日笠陽子）
作曲・編曲：山田高弘
  - OVA『IS〈インフィニット・ストラトス〉アンコール 恋に焦がれる六重奏』エンディングテーマ
3. SUPER∞STREAM 〜INFINIT FUTURE Revised MIX〜 [4:10]
リミックス：矢鴇つかさ
4. SUPER∞STREAM（off vocal）
5. ベストパートナー（off vocal）

## クレジット
- Performed by
  - 篠ノ之箒（cv.日笠陽子）
  - セシリア・オルコット（cv.ゆかな）
  - 凰鈴音（cv.下田麻美）
  - シャルル・デュノア[1]（cv.花澤香菜）
  - ラウラ・ボーデヴィッヒ（cv.井上麻里奈）
- M3 Remix by 矢鴇つかさ
- Producer：小池克実
- A & R：戸井田真実
- Jacket Illustration：豆塚隆
- Color Coordinates：中山久美子
- Paint Works & Digital Effect：益子典子
- Background：鶴岡宏賢（美峰）
- CG：高江智之（オレンジ）
- Art Direction & Design：OverDriveDesign
- Executive Producer：伊藤善之
- Special Thanks：PROJECT IS、eight bit